# Nina Brusnikova
Nina Vladímirovna Brusnikova (en ruso: Ни́на Влади́мировна Брусни́ков; 16 de octubre de 1960) es miembro del Consejo Supremo del partido Rusia Unida. Actualmente está jubilada del trabajo agrícola, recibió el título de Héroe de la Federación de Rusia en 2006 por sus acciones en la lucha contra un incendio en el complejo ganadero en el que trabajaba.

## Biografía
Nina Brusnikova nació el 16 de octubre de 1960 en una gran familia de campesinos rusos en la localidad de Pankratovo, en el distrito (raión) de Griazovet del óblast de Vólogda (Unión Soviética). Después de graduarse en el Colegio Agrícola de Vólogda en 1980, inicialmente trabajó como cajera en el Sovjós Sidorovsky y luego como niñera en una guardería en el Sovjós Aurora, antes de convertirse en operadora de máquinas de ordeño en el complejo ganadero de la granja.
El 24 de abril de 2006 notó un incendio que crecía en el complejo ganadero; se apresuró a salvar a los animales del infierno e hizo todo lo posible para combatir las llamas hasta la llegada de los bomberos, quienes dijeron que el fuego habría sido mucho peor si ella no hubiera actuado. El 5 de octubre de ese año el presidente de Rusia, Vladímir Putin, le concedió el título de Héroe de la Federación de Rusia y al día siguiente le otorgó la Estrella de Oro en una solemne ceremonia en el Kremlin. Después de trabajar en la agricultura y la ganadería durante varias décadas, se jubiló en octubre de 2015; ahora es residente de la localidad rural de Yevdokimovo, en el raión de Gryazovetsky y miembro del Consejo Supremo del partido Rusia Unida.